# Jawa Kanan Ss
Jawa Kanan Ss is een bestuurslaag in het regentschap Lubuklinggau van de provincie Zuid-Sumatra, Indonesië. Jawa Kanan Ss telt 4859 inwoners (volkstelling 2010).